# Jacket (Gründung)

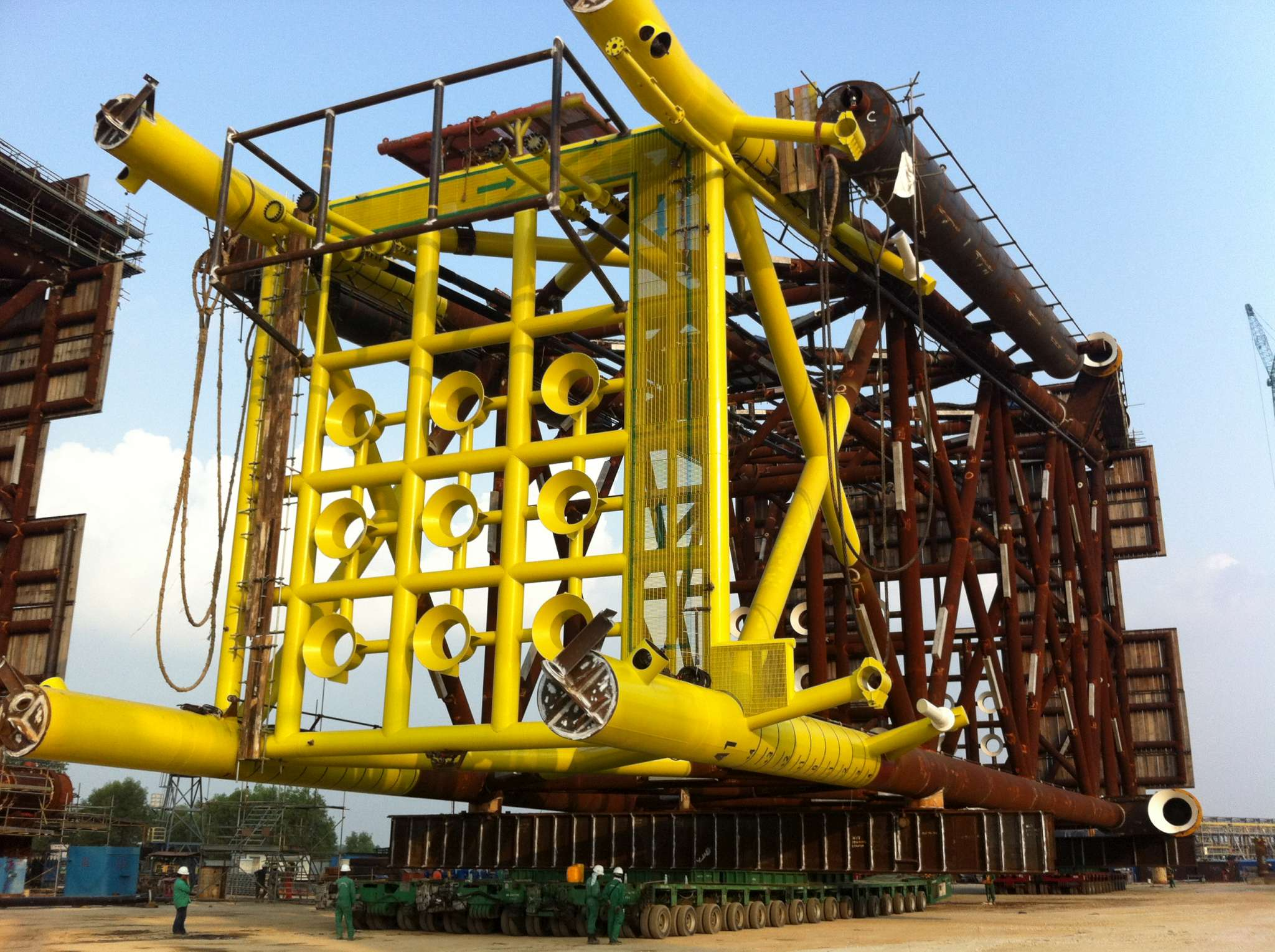
Jacket für eine Bohrinsel

Als Jacket (englisch ausgesprochen: [ˈdʒækɪt]) wird im Bauwesen eine Form der Gründung für Offshorebauwerke bezeichnet.
Jackets sind in der Grundfläche viereckige Fachwerkkonstruktionen aus Stahlrohren, deren oberes Ende nach der Installation aus dem Meer herausragt. Das Jacket selbst steht auf dem Meeresboden. Durch die Hülsen an den vier Ecken wird zur Verankerung jeweils mindestens ein Pfahl in den Baugrund gerammt. Auf einem Jacket kann z. B. eine herkömmliche Windenergieanlage, eine Umspannplattform oder eine Bohrplattform errichtet werden.
Vorteil der Gründung mit Hilfe von Jackets ist die Einsetzbarkeit in relativ großen Wassertiefen. Zum Beispiel ist der erste deutsche Offshore-Windpark alpha ventus zum Teil auf Jackets gegründet, die Wassertiefe der Nordsee beträgt dort rund 30 Meter. Der Bau mit Jackets ist bereits seit mehreren Jahrzehnten erprobt, besonders durch den Einsatz bei der Errichtung von Bohrplattformen.